# Roncherolles-en-Bray
Roncherolles-en-Bray és un municipi francès situat al departament del Sena Marítim i a la regió de Normandia. L'any 2007 tenia 439 habitants.

## Demografia

### Població
El 2007 la població de fet de Roncherolles-en-Bray era de 439 persones. Hi havia 175 famílies de les quals 31 eren unipersonals (12 homes vivint sols i 19 dones vivint soles), 62 parelles sense fills, 74 parelles amb fills i 8 famílies monoparentals amb fills.
La població ha evolucionat segons el següent gràfic:
Habitants censats

### Habitatges
El 2007 hi havia 211 habitatges, 175 eren l'habitatge principal de la família, 22 eren segones residències i 14 estaven desocupats. 209 eren cases i 2 eren apartaments. Dels 175 habitatges principals, 139 estaven ocupats pels seus propietaris, 33 estaven llogats i ocupats pels llogaters i 3 estaven cedits a títol gratuït; 11 tenien dues cambres, 27 en tenien tres, 53 en tenien quatre i 84 en tenien cinc o més. 112 habitatges disposaven pel capbaix d'una plaça de pàrquing. A 72 habitatges hi havia un automòbil i a 94 n'hi havia dos o més.

### Piràmide de població
La piràmide de població per edats i sexe el 2009 era:
| Homes | Edats   | Dones |
| ----- | ------- | ----- |
| 0     | 95 o +  | 0     |
| 0     | 90 a 94 | 0     |
| 0     | 85 a 89 | 4     |
| 0     | 80 a 84 | 4     |
| 0     | 75 a 79 | 4     |
| 24    | 70 a 74 | 4     |
| 4     | 65 a 69 | 20    |
| 12    | 60 a 64 | 8     |
| 4     | 55 a 59 | 8     |
| 16    | 50 a 54 | 0     |
| 24    | 45 a 49 | 8     |
| 20    | 40 a 44 | 44    |
| 20    | 35 a 39 | 20    |
| 8     | 30 a 34 | 16    |
| 8     | 25 a 29 | 8     |
| 12    | 20 a 24 | 16    |
| 20    | 15 a 19 | 8     |
| 12    | 10 a 14 | 16    |
| 12    | 5 a 9   | 24    |
| 4     | 0 a 4   | 8     |

## Economia
El 2007 la població en edat de treballar era de 306 persones, 222 eren actives i 84 eren inactives. De les 222 persones actives 211 estaven ocupades (109 homes i 102 dones) i 11 estaven aturades (7 homes i 4 dones). De les 84 persones inactives 27 estaven jubilades, 22 estaven estudiant i 35 estaven classificades com a «altres inactius».

### Ingressos
El 2009 a Roncherolles-en-Bray hi havia 180 unitats fiscals que integraven 472,5 persones, la mediana anual d'ingressos fiscals per persona era de 17.267 €.

### Activitats econòmiques
Dels 21 establiments que hi havia el 2007, 1 era d'una empresa extractiva, 1 d'una empresa de fabricació de material elèctric, 7 d'empreses de construcció, 6 d'empreses de comerç i reparació d'automòbils, 1 d'una empresa de transport, 1 d'una empresa d'hostatgeria i restauració, 2 d'empreses de serveis, 1 d'una entitat de l'administració pública i 1 d'una empresa classificada com a «altres activitats de serveis».
Dels 9 establiments de servei als particulars que hi havia el 2009, 1 era un taller de reparació d'automòbils i de material agrícola, 1 paleta, 1 guixaire pintor, 1 fusteria, 3 lampisteries, 1 electricista i 1 perruqueria.
L'any 2000 a Roncherolles-en-Bray hi havia 27 explotacions agrícoles que ocupaven un total de 760 hectàrees.

## Equipaments sanitaris i escolars
El 2009 hi havia una escola elemental integrada dins d'un grup escolar amb les comunes properes formant una escola dispersa.

## Poblacions més properes
El següent diagrama mostra les poblacions més properes.